# 韓敎元
韓 敎元（ハン・ギョウォン、朝鮮語: 한교원、1990年6月15日 - ）は、大韓民国のサッカー選手。大韓民国代表。ポジションはFW。

## クラブ歴
2011年、朝鮮理工大学校から仁川ユナイテッドFCに加入。第4節で途中出場し選手初出場を記録した。その3日後にはKリーグカップでスターティングメンバーとして出場した。その後次第に主力として定着していった。
2014年に全北現代モータースに完全移籍。2017年には社会服務として華城FCに期限付き移籍した。

## 代表歴
2014年9月5日に行われたベネズエラ代表との親善試合で代表初出場。同年11月14日のヨルダン代表との親善試合で代表初得点を記録した。翌年のAFCアジアカップ2015のメンバーにも選出された。